# ACAT2
ACAT2 (англ. Acetyl-CoA acetyltransferase 2) – білок, який кодується однойменним геном, розташованим у людей на короткому плечі 6-ї хромосоми. Довжина поліпептидного ланцюга білка становить 397 амінокислот, а молекулярна маса — 41 351.
| 10         |  | 20         |  | 30         |  | 40         |  | 50         |
| ---------- |  | ---------- |  | ---------- |  | ---------- |  | ---------- |
| MNAGSDPVVI |  | VSAARTIIGS |  | FNGALAAVPV |  | QDLGSTVIKE |  | VLKRATVAPE |
| DVSEVIFGHV |  | LAAGCGQNPV |  | RQASVGAGIP |  | YSVPAWSCQM |  | ICGSGLKAVC |
| LAVQSIGIGD |  | SSIVVAGGME |  | NMSKAPHLAY |  | LRTGVKIGEM |  | PLTDSILCDG |
| LTDAFHNCHM |  | GITAENVAKK |  | WQVSREDQDK |  | VAVLSQNRTE |  | NAQKAGHFDK |
| EIVPVLVSTR |  | KGLIEVKTDE |  | FPRHGSNIEA |  | MSKLKPYFLT |  | DGTGTVTPAN |
| ASGINDGAAA |  | VVLMKKSEAD |  | KRGLTPLARI |  | VSWSQVGVEP |  | SIMGIGPIPA |
| IKQAVTKAGW |  | SLEDVDIFEI |  | NEAFAAVSAA |  | IVKELGLNPE |  | KVNIEGGAIA |
| LGHPLGASGC |  | RILVTLLHTL |  | ERMGRSRGVA |  | ALCIGGGMGI |  | AMCVQRE    |

A: Аланін

C: Цистеїн

D: Аспарагінова кислота

E: Глутамінова кислота

F: Фенілаланін

G: Гліцин

H: Гістидин

I: Ізолейцин

K: Лізин

L: Лейцин

M: Метіонін

N: Аспарагін

P: Пролін

Q: Глутамін

R: Аргінін

S: Серин

T: Треонін

V: Валін

W: Триптофан

Кодований геном білок за функціями належить до трансфераз, ацилтрансфераз. 
Задіяний у таких біологічних процесах, як ацетилювання, альтернативний сплайсинг. 
Локалізований у цитоплазмі.